# Harold Mayot
Harold Mayot (ur. 4 lutego 2002 w Metzu) – francuski tenisista, zwycięzca juniorskiego Australian Open 2020 w grze pojedynczej.

## Kariera tenisowa
W karierze wygrał dwa singlowe oraz dwa deblowe turnieje rangi ITF.
W 2020 roku zwyciężył w juniorskim turnieju wielkoszlemowego Australian Open. W finale wówczas pokonał Arthura Cazaux 6:4, 6:1.
W tym samym roku podczas French Open zadebiutował w turnieju głównym imprezy wielkoszlemowej. Startując z dziką kartą, odpadł w pierwszej rundzie z Alejandro Davidovichem Fokiną. Wystartował wówczas również w turnieju gry podwójnej, w którym w parze z Arthurem Cazaux odpadł w pierwszej rundzie.
Najwyżej sklasyfikowany w rankingu gry pojedynczej był na 180. miejscu (26 czerwca 2023), a w klasyfikacji gry podwójnej na 390. pozycji (12 czerwca 2023).

### Finały juniorskich turniejów wielkoszlemowych w grze pojedynczej (1–0)
| Końcowy wynik | Nr | Data          | Turniej                    | Nawierzchnia | Przeciwnik    | Wynik finału |
| ------------- | -- | ------------- | -------------------------- | ------------ | ------------- | ------------ |
| Zwycięzca     | 1. | 1 lutego 2020 | Australian Open, Melbourne | Twarda       | Arthur Cazaux | 6:4, 6:1     |